# Julie Schlemm
Julie Schlemm (* 27. August 1850 in Berlin; † 1944 ebenda) war eine deutsche autodidaktische Archäologin und Volkskundlerin.

## Leben und Wirken
Julie Schlemm wurde 1850 als Tochter des Mediziners Theodor Friedrich Wilhelm Schlemm (1822–1890) und Enkelin des Anatomen Friedrich Schlemm geboren. Schon ihr Vater war Mitglied der Berliner Gesellschaft für Anthropologie, Ethnologie und Urgeschichte. Da es die Archäologie als Studienfach erst gegen Ende des 19. Jahrhunderts gab und Frauen erst um 1900 dazu zugelassen waren, war sie, wie alle Archäologinnen des 19. Jahrhunderts, Autodidaktin. Ihr Wirken war eng sowohl mit der Berliner Gesellschaft für Anthropologie, Ethnologie und Urgeschichte, der sie 1893 beitrat und deren immerwährendes Mitglied sie 1909 wurde, als auch mit dem Verein für Deutsche Volkskunde verknüpft, und sie war zudem Mitglied der Deutschen Anthropologischen Gesellschaft. Ab dem Jahr 1905 betreute sie die Typenkarten der Prähistorischen Sammlung des Königlichen Museums für Völkerkunde in Berlin. Einen bedeutenden Beitrag leiste sie im Jahr 1908 mit der Erstellung des ersten Wörterbuchs zur Vorgeschichte. Ihr Wörterbuch gilt als umfassende Veröffentlichung und enthält mehr als 2000 von ihr gezeichnete Abbildungen. Heute ist es noch von wissenschaftsgeschichtlichem Interesse. Sie trug aber auch Zeichnungen für Veröffentlichungen anderer Autoren wie Abraham Lissauer und Max Bartels bei. Schlemm war stets davon motiviert, anderen Menschen, welchen wie ihr selbst der Zugang zur universitären Bildung noch verschlossen war, einen solchen Zugang zur Archäologie zu ermöglichen. Trotz ihres Wörterbuches geriet ihre Bedeutung mit der Zeit in den Hintergrund, da sie keine formale Rolle an einer Universität oder einem Museum bekleidete und so keinen Schülerkreis um sich versammeln konnte, der ihr Andenken bewahrt hätte.

## Schriften
- Zur Volkskunde der Schwalm in Hessen. In: Mittheilungen aus dem Museum für Deutsche Volkstrachten und Erzeugnisse des Hausgewerbes zu Berlin 1, 1897/1901, Heft 3 [1898], S. 89–117; auch separat Berlin 1898 (Digitalisat).
- Besprechung von: Julius Naue: Wandbilder aus vorgeschichtlichen Kulturperioden. In: Zeitschrift für Ethnologie 37, 1905, S. 788 (Digitalisat).
- Wörterbuch zur Vorgeschichte. Ein Hilfsmittel beim Studium vorgeschichtlicher Altertümer von der paläolithischen Zeit bis zum Anfange der provinzial-römischen Kultur. Reimer, Berlin 1908 (Digitalisat)[6]